# Kościół Różańca Świętego w Greystones
Kościół Różańca Świętego w Greystones – rzymskokatolicki kościół parafialny zlokalizowany w irlandzkim mieście Greystones (aglomeracja dublińska). Należy do archidiecezji dublińskiej.

## Historia i architektura

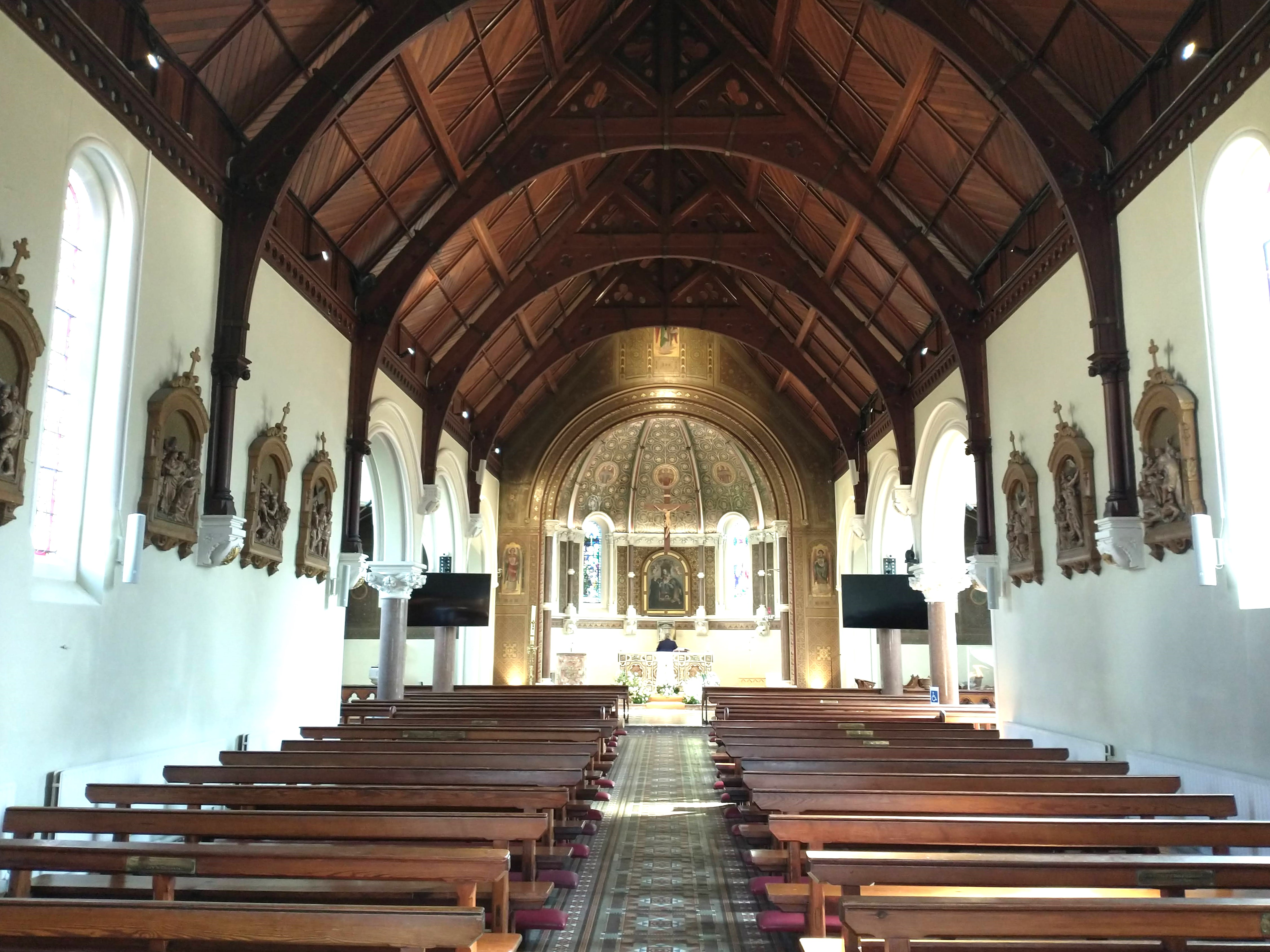
Wnętrze

W 1894 Patrick Boland zaproponował budowę kościoła w Greystones. W 1895 kościół otrzymał działkę od mieszkańca miasta, LaTouche, z przeznaczeniem pod budowę świątyni. Metalowa kaplica z elementów prefabrykowanych poświęcona Matce Bożej Różańcowej, została wkrótce zbudowana, jednak w 1903 zniszczyła ją gwałtowna burza. Na jej miejscu, ze środków mieszkańca miasta, Kinlena, zbudowano nową, drewnianą, a w latach 1903-1904 wzniesiono obecny kościół w stylu neoromańskim. Użytkowano go mimo braku wykończenia, a oficjalne otwarcie nastąpiło w 1909 (parafia powstała tu rok wcześniej). Dom parafialny wzniesiono już w 1886.
Witraże przedstawiają Dobrego Pasterza i Matkę Bożą Różańcową. Są one dziełem Evie Hone (1894–1955), w 1937 nawróconej na katolicyzm i pochodzą z 1948. Evie Hone wraz z Mainie Jellett były pierwszymi artystkami, które wprowadziły do Irlandii motywy kubistyczne, widoczne także w jej pracach w Greystones.